# Red de Innovación y Aprendizaje

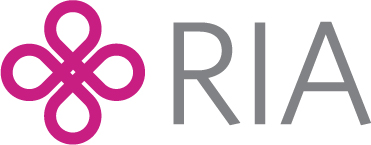
Ria logo

La Red de Innovación y Aprendizaje RIA, la RIA ofrece cursos en computación básica, habilidades en Internet, inglés con Rosetta Stone, como encontrar trabajo a través de Internet, cápsulas educativas de BrainPop, matemáticas y ciencia para niños, fotografía, finanzas personales y más. Los estudiantes también pueden obtener su bachillerato, licenciatura y maestría a través del Instituto de Educación en línea del Estado de México. Los centros RIA también cuentan con salas de proyección y son sede del festival de documentales Ambulante. Adicionalmente la RIA ha desarrollado un cine club, CineRIA, con el fin de utilizar el cine como una herramienta educativa para ampliar la conciencia cultural y social.

## Ambiente Estimulante
La Fundación busca que todos sus centros educativos utilicen arquitectura ecológica, sustentable y modular para crear espacios didácticos. Su arquitectura y diseño inspiran al socio a aprender y a tener una conciencia sobre el uso de materiales y el reciclaje. Los centros de la RIA son diseñados por Ludens, un despacho de arquitectura y urbanismo enfocado en principalmente en el espacio lúdico y el espacio educativo. En una forma de “acupuntura urbana”, los centros son estratégicamente ubicados en áreas con necesidades educativas, con una alta densidad poblacional y en arterias de alto fluyo peatonal y vehicular. Este acercamiento al cuerpo urbano permite tener el mayor impacto posible para sanar a la ciudad. El modelo arquitectónico de la RIA será incluido en el “4th CompendiumofExemplaryEducationalFacilities” de la OCDE.

## Expedición RIA
La Fundación Proacceso ECO A.C creó un programa educativo llamado “Expedición RIA” con el objetivo de ayudar a los niños y niñas a mejorar su desempeño académico y así sobresalir en la prueba estandarizada ENLACE. Con la ayuda de un facilitador de la RIA, los niños refuerzan sus conocimientos mientras desarrollan habilidades como el uso de la computadora, análisis crítico y comprensión lectora. Los temas incluidos en el programa son matemáticas (MateRIA), computación básica (La Aldea), inglés (In Short) y lectura (AlejandRIA) que con el uso de animación, figuras y colores llamativos para motivar a los niños a avanzar en los distintos módulos que se presentan.

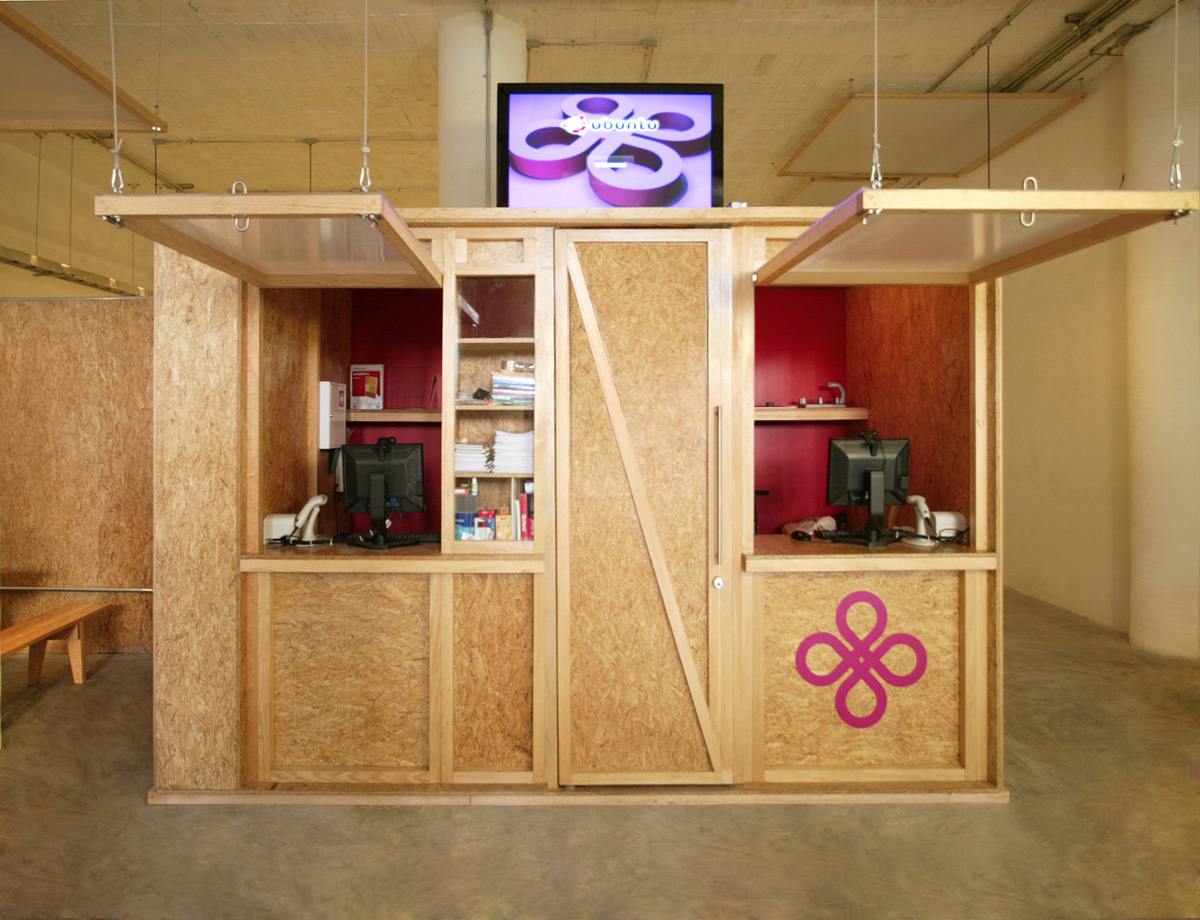
Modular Reception Desk s

## Otro Proyectos
Dentro de los proyectos actuales de la Fundación Proacceso destacan el desarrollo de un portal abierto de videojuegos educativos (edutainment) para la Secretaría de Educación Pública y el desarrollo de cursos para la autoestima de la mujer, equidad de género, salud para jóvenes, como crear una empresa propia y educación financiera. 
En el 2010 la Fundación Proacceso participó en los World Bank CSO Spring Meetings. El modelo educativo de la RIA también fue presentado dentro del panel “MatchingSkillsto Jobs” en los foros anuales 2010 de la OCDE en París.

## Alianzas
Algunas de las alianzas de la Fundación Proacceso incluyen: COMECyT, CONACyT, Gobierno del Estado de México, Gobierno Federal, SEDESOL, SEP, Únete, Fundación Televisa, etc.